# Christophe de Foix
Pour les articles homonymes, voir de Foix.
Christophe de Foix, (mort le 14 septembre 1570), fut évêque d'Aire-sur-l'Adour (1560 - † 14 septembre 1570).

## Biographie
Il est issu d'une branche de la famille des comtes de Foix appelée Foix-Candale. Il est le fils de Gaston III de Foix-Candale et de Marthe d'Astarac, le neveu de Jean de Foix l'archevêque de Bordeaux (1501-1529).